# Сражение в заливе Альхесирас

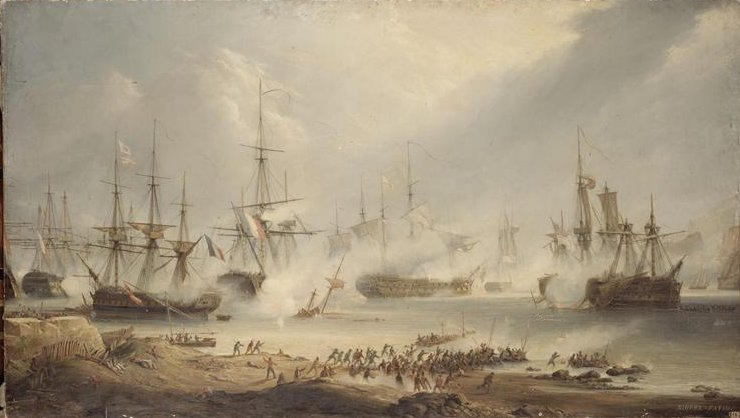
Картина Леона Морель-Фасьо

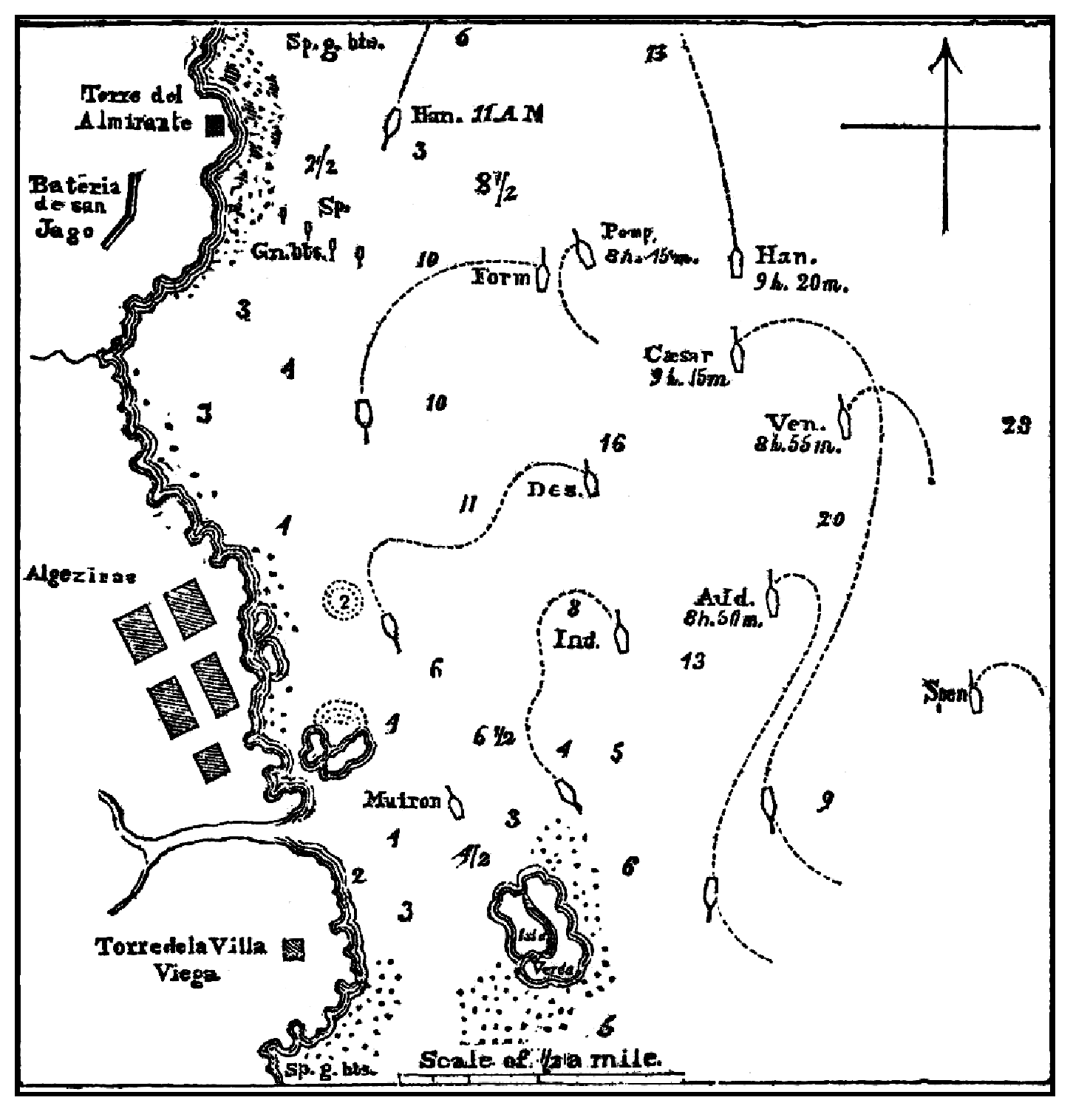
План сражения

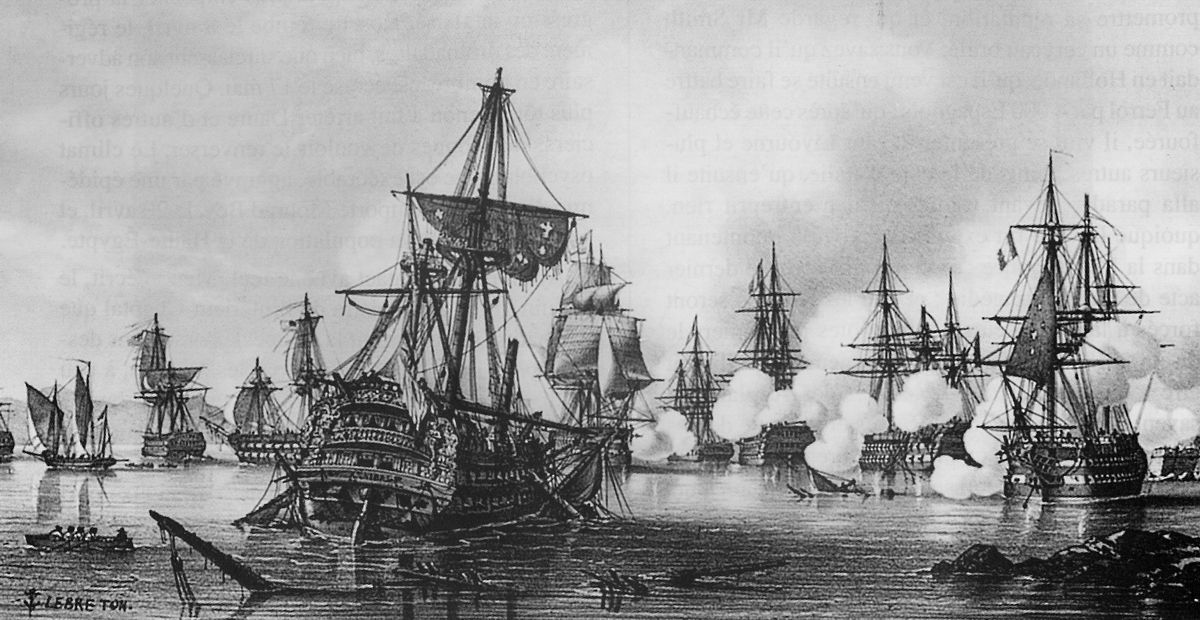

Сраже́ние в зали́ве Альхе́сирас (фр. Bataille d'Algésiras) или Первое сражение у Альхесираса (англ. First Battle of Algeciras) — морское сражение, произошедшее 6 июля 1801 года на Альхесирасском рейде между французской и английской эскадрами.

## Предыстория
Бонапарт, желая увеличить слабые морские силы Франции, заручился согласием мадридского кабинета на помощь со стороны испанского флота для поддержки французской армии в Египте. Три французских корабля и фрегат получили приказание под командованием контр-адмирала Линуа выйти из Тулона в Кадис для соединения там с испанскими кораблями. Подойдя к Гибралтару, Линуа узнал, что Кадис заблокирован значительной неприятельской силой и поставил свои корабли перед Альхесирасом, между берегом и островом Верде (Isla Verde). 

## Ход сражения
6 июля утром Линуа был атакован британской эскадрой контр-адмирала Сумареса, состоявшей из 6-ти линейных кораблей, фрегата и люгера. Французские корабли были подкреплены 7 испанскими канонерскими лодками и двумя сухопутными батареями — на материке (форт Сант-Яго) и на острове Верде; кроме того, на берегу были вооружены, хотя и очень слабо, форт Гарсиа и башни Вилла Вьейа и Альмиранте. Но канонерские лодки могли стрелять только в течение первого часа боя, а несостоятельность вооружения и личного состава береговых батарей доходила до того, что Линуа должен был отрядить туда значительную часть своей команды с боевыми припасами для их поддержки. К счастью для французов, слабый ветер очень стеснял маневрирование британских судов.
Чтобы англичане не могли обойти его со стороны суши, как это сделал Нельсон при Абукире, Линуа старался подвести корабли верпованием как можно ближе к берегу, но он ещё не успел это выполнить, как в 7 часов утра 6 июля показался Сумарес, с 6 кораблями (1 80-и пушечный, 5 74-х пушечных). Пяти его кораблям удалось между 8:55 и 9:15 утра занять позиции вблизи трёх французских кораблей, «Spenser» упал под ветер и мог только издали перестреливаться с батареей Верде. Корабль Линуа «Formidable» продолжал верповаться к берегу и после начала боя. Сумарес приказал тогда (в 10 часов 12 минут) «Hannibal’у» обрубить канат и, пройдя под нос французского флагманского корабля, обстреливать его продольным огнём. Вследствие слабого ветра и неблагоприятного течения, «Hannibal» при повороте оверштаг в 11 часов утра сел на мель под продольным огнём с батареи Сант-Яго и башни Альмиранте.
В это время ветер, все время стихавший, задул от северо-востока. Линуа, опасаясь, что англичане, по примеру «Hannibal’а», отрежут его от берега, воспользовался переменой ветра и приказал своим кораблям приткнуться к мели. Сумарес хотел последовать за ними, но его удержало опасение очутиться на мели под выстрелами береговых батарей. Тогда он сделал попытку овладеть с помощью десанта островом Верде, но попытка не удалась, так как французы успели также свезти на Верде свой десант.
В 13:35 Сумарес, имея серьезные повреждения и потеряв надежду справиться с батареями и подойти близко к французам, приказал прекратить бой и отошел к Гибралтару с 5 кораблями, оставив «Hannibal» на произвол судьбы. В 2 часа дня «Hannibal» сдался. 

## Результаты
Англичане потеряли убитыми и ранеными 373 человека, помимо экипажа «Hannibal». У французов было 306 убитых и 280 раненых; 5 испанских канонерских лодок были разбиты. Неудача англичан объясняется, главным образом, тем, что, атакуя противника, находящегося на якоре, они не воспользовались возможностью сосредоточить свои корабли против одного из флангов растянутой французской линии, а расположились вдоль всей её длины, дав возможность противнику использовать силу всех его кораблей и всех батарей.